# Еврейская община Хасавюрта
Еврейская община Хасавюрта, расположенного в Республике Дагестан (Россия), является одной из старейших среди еврейских общин городов Северного Кавказа. Присутствие евреев в Хасавюрте восходит к временам Российской империи. 
В 1830-х годах русская армия построила крепость на правом берегу реки Ярыксу, примерно в 80 километрах от Петровска (ныне Махачкала). Вокруг крепости возникло гражданское поселение, ставшее впоследствии Хасавюртом. Среди его первых жителей были демобилизованные из армии евреи-ашкеназы, а также горские евреи.

## История
Евреи проживали в станице Андреевской (ныне — село Эндирей Хасавюртовского района) до 1831 года, когда на поселение напал отряд численностью около 7000 человек под предводительством Кази-Муллы. Несколько евреев были убиты или взяты в плен, а их имущество и магазины разграблены. После этого погрома еврейские жители вместе с семьями и имуществом бежали в крепость Внезапная, переправившись через реку Акташ, где совместно с русским гарнизоном выдержали тяжёлую 14-дневную осаду.
После этих событий евреи из Андреевской переселились в Кумыкию — в Хасавюрт и близлежащие районы. В этот период отряды Шамиля нередко совершали набеги на еврейские поселения: грабили их, убивали или захватывали жителей, которых иногда возвращали семьям за выкуп.
В 1860 году в Хасавюрте проживало 446 семей, среди них — 22 горских еврейских семьи. Горские евреи из соседних деревень начали массово переселяться в город.
В 1845 году примерно в 15 километрах от Хасавюрта была основана крепость Гели-Бак, служившая штаб-квартирой армии и базой снабжения воинских частей. К 1867 году в Гели-Баке проживало 112 евреев — как горских, так и ашкеназских, что составляло 27% местного населения. Однако к концу XIX века все горские евреи покинули Гели-Бак.
К 1866–1867 годам, по данным Иуды Чёрного, число горских еврейских семей в Хасавюрте достигло 40.
Согласно официальным данным 1874 года, в городе проживало 1280 евреев — как ашкеназских, так и горских — из общего населения в 3900 человек. Большинство из них были ашкеназского происхождения.
В 1886 году этнограф Илья Анисимов зафиксировал в Хасавюрте 55 еврейских домохозяйств, в которых проживали 207 мужчин и 141 женщин.
По данным переписи 1897 года, в городе проживало 5312 человек, в том числе 762 еврея.
Во время Гражданской войны в России еврейская община Хасавюрта подверглась погрому. В послереволюционные годы численность евреев в городе значительно сократилась.
В 1931 году Хасавюрт получил статус города, что способствовало притоку горских евреев.
Во время Великой Отечественной войны почти все евреи-мужчины из Хасавюрта были мобилизованы на фронт, и многие из них погибли, что привело к дальнейшему сокращению численности еврейского населения.
Согласно переписи 1959 года, в Хасавюрте проживало около 300 горских евреев.
К 1984 году численность еврейского населения города, по некоторым данным, достигала примерно 4000 человек. Однако ряд исследователей сомневается в достоверности этой цифры, полагая, что она могла быть завышена из-за непоследовательной категоризации в переписных материалах.
Синагога, располагавшаяся в центре города с дореволюционных времён, считалась одним из самых красивых зданий Хасавюрта. Она отличалась куполом, расписными потолками и витражными окнами. В советскую эпоху государственного атеизма, а также на протяжении многих лет после Великой Отечественной войны, здание пустовало. Впоследствии местные власти перепрофилировали его в спортивный зал.
Горские евреи Хасавюрта занимались не только традиционными ремеслами, но и выделкой кожи. Многие работали на фабриках, промышленных предприятиях, в колхозах и совхозах. Некоторые занимали руководящие должности в различных отраслях — в городской администрации, а также в сфере образования, здравоохранения и бытового обслуживания.
В период перестройки многие еврейские семьи начали покидать Хасавюрт, переселяясь в другие города и страны.
К 2017 году в Хасавюрте оставалось лишь около двух десятков еврейских семей.

## Известные евреи Хасавюрта
- Виктория Исакова (род.1976), актриса
- Амалдан Кукуллу (1935—2000), писатель